# Jens Bircherod (1623-1686)
 Der er flere personer med dette navn, se Jens Bircherod.
Jens Jensen Bircherod (født 1623, død 12. september 1686) var en dansk professor, broder til Jacob Jensen Bircherod, fader til Jens Bircherod.
Bircherod var født i Birkerød, hvor faderen var præst. Efter 5 års skolegang på Herlufsholm blev han 1640 student. Senere var han i nogle år hører, først på Herlufsholm og siden ved vor Frue Skole i København.
Bircherod begyndte 1646 at holde filosofiske kollegier for yngre studerende, men fik samme år lejlighed til en studierejse i udlandet. Efter et flerårigt ophold i Leiden og Paris kom han 1649 tilbage og begyndte atter sin filosofiske manuduktørvirksomhed.
Bircherod tog 1651 magistergraden og blev året efter rektor i Slagelse. Denne plads beholdt han i henved 2 1/2 år, hvorpå han efter kansler Christian Thomesen Sehesteds ønske påtog sig som hovmester at ledsage Gunde Rosenkrantz’ sønner på deres rejse til udlandet. Holland, Frankrig og Tyskland besøgtes atter.
I oktober 1658 udnævntes han til professor i filosofi ved Københavns Universitet; men foreløbig fik han ingen løn og kom på grund af belejringen heller ikke til at tiltræde forretningerne før 1660. Under disse bedrøvelige forhold tænkte han på at forlade den akademiske vej og søge at blive præst.
Det bedredes dog for ham, da han 1661 blev professor i græsk, og end mere, da han 1668 rykkede op til den teologiske lærestol. Bircherod blev 1675 Dr. theol. Blandt hans talrige teologiske skrifter kan især mærkes Synopsis locorum communium theologicorum (1662). Han var to gange gift, 1. med Else Nielsdatter (d. 1678), 2. med Karen Køhler, enke efter biskop Erik Eriksen Pontoppidan.